# Bolyphantes kilpisjaerviensis
Espèce
Bolyphantes kilpisjaerviensise est une espèce d'araignées aranéomorphes de la famille des Linyphiidae.

## Distribution
Cette espèce est endémique de Finlande.

## Étymologie
Son nom d'espèce, composé de kilpisjaervi et du suffixe latin -ensis, « qui vit dans, qui habite », lui a été donné en référence au lieu de sa découverte, Kilpisjärvi.

## Publication originale
- Palmgren, 1975 : Die Spinnenfauna Finnlands und Ostfennoskandiens VI: Linyphiidae 1. Fauna fennica, vol. 28, p. 1-102.